# Matt Vogel (poppenspeler)
Matt Vogel (Kansas City, 6 oktober 1970) is een Amerikaans poppenspeler en televisieregisseur die sinds de jaren negentig werkt voor The Jim Henson Company. Hij heeft diverse Muppet-poppen gespeeld, onder meer in Sesame Street en in meerdere Muppet-films.

## Loopbaan
Vogel raakte als kind in de ban van poppenspelen. Hij maakte poppen van oude T-shirts. In 1994 reageerde hij op een vacature in het tijdschrift Backstage en werd hij - naast John Henson - reservespeler van een ijsbeer-Muppet ter promotie van het merk Coca-Cola. Sinds 1996 werkt hij voor het Amerikaanse kinderprogramma Sesame Street.
Hij verving Jerry Nelson als speler van Count von Count (Graaf Tel). Eerst verzorgde hij alleen de bewegingen van de pop en sinds Nelsons overlijden in augustus 2012 spreekt hij ook de stem van Graaf Tel in. Vogel is sinds 1996 ook de understudy voor de rol van Big Bird, die gewoonlijk wordt gespeeld door Caroll Spinney. Vogel speelt Big Bird bij liveoptredens en ook als Spinney niet kan of wil. Sinds 2017 is Vogel de vaste speler van Kermit de Kikker.
In 2016 deed Matt Vogel de stem van Wilkins, het hulpje van Time (gespeeld door Sacha Baron Cohen), in de film Alice Through the Looking Glass van James Bobin.
Als regisseur voor Sesame Street won Vogel met zijn collega's vijf keer een Emmy Award.

## Poppen (selectie)
- Kermit de Kikker
- Count von Count (Graaf Tel)
- Big Bird als understudy
- Constantine in de film Muppets Most Wanted[10]
- Floyd Pepper
- Sweetums
- Lew Zealand
- Uncle Deadly
- Camilla
- Crazy Harry
- Mr.Johnson (De Blauwe Meneer)
- Robin the Frog (tot 2017)
- Pops
- '80s Robot